# Bosnië en Herzegovina op de Olympische Winterspelen 2018
Bosnië en Herzegovina was een van de deelnemende landen aan de Olympische Winterspelen 2018 in Pyeongchang, Zuid-Korea.
Bij de zevende deelname van het land aan de Winterspelen werd ook voor de zevende keer deelgenomen in het alpineskiën en voor de vijfde keer in het langlaufen. Elvedina Muzaferija was de vlaggendrager bij de openingsceremonie.

## Deelnemers en resultaten
(m) = mannen, (v) = vrouwen 

### Alpineskiën
| Olympiër            | Onderdeel        | Resultaat | Prestatie                                                          |
| ------------------- | ---------------- | --------- | ------------------------------------------------------------------ |
| Emir Lokmić         | reuzenslalom (m) | DNF-2     | run 1: 1.14,55 (44e) run 2: niet gefinisht                         |
| Emir Lokmić         | slalom (m)       | DNF-1     | run 1: niet gefinisht                                              |
|                     |                  |           |                                                                    |
| Elvedina Muzaferija | afdaling (v)     | 31e       | 1.46,80 (+7,58)                                                    |
| Elvedina Muzaferija | reuzenslalom (v) | 44e       | run 1: 1.19,33 (49e) run 2: 1.15,57 (44e) totaal: 2.34,90 (+14,88) |
| Elvedina Muzaferija | slalom (v)       | DNF-1     | run 1: niet gefinisht                                              |
| Elvedina Muzaferija | super g (v)      | 42e       | 1.27,97 (+6,86)                                                    |

### Langlaufen
| Olympiër (deelname)       | Onderdeel             | Resultaat | Prestatie         |
| ------------------------- | --------------------- | --------- | ----------------- |
| Mladen Plakalović (3)     | 15 km vrije stijl (m) | 76e       | 38.27,7 (+4.43,8) |
|                           |                       |           |                   |
| Tanja Karišik-Kosarac (3) | 10 km vrije stijl (v) | 65e       | 29.24,3 (+4.23,8) |